# Schweizer Radio und Fernsehen

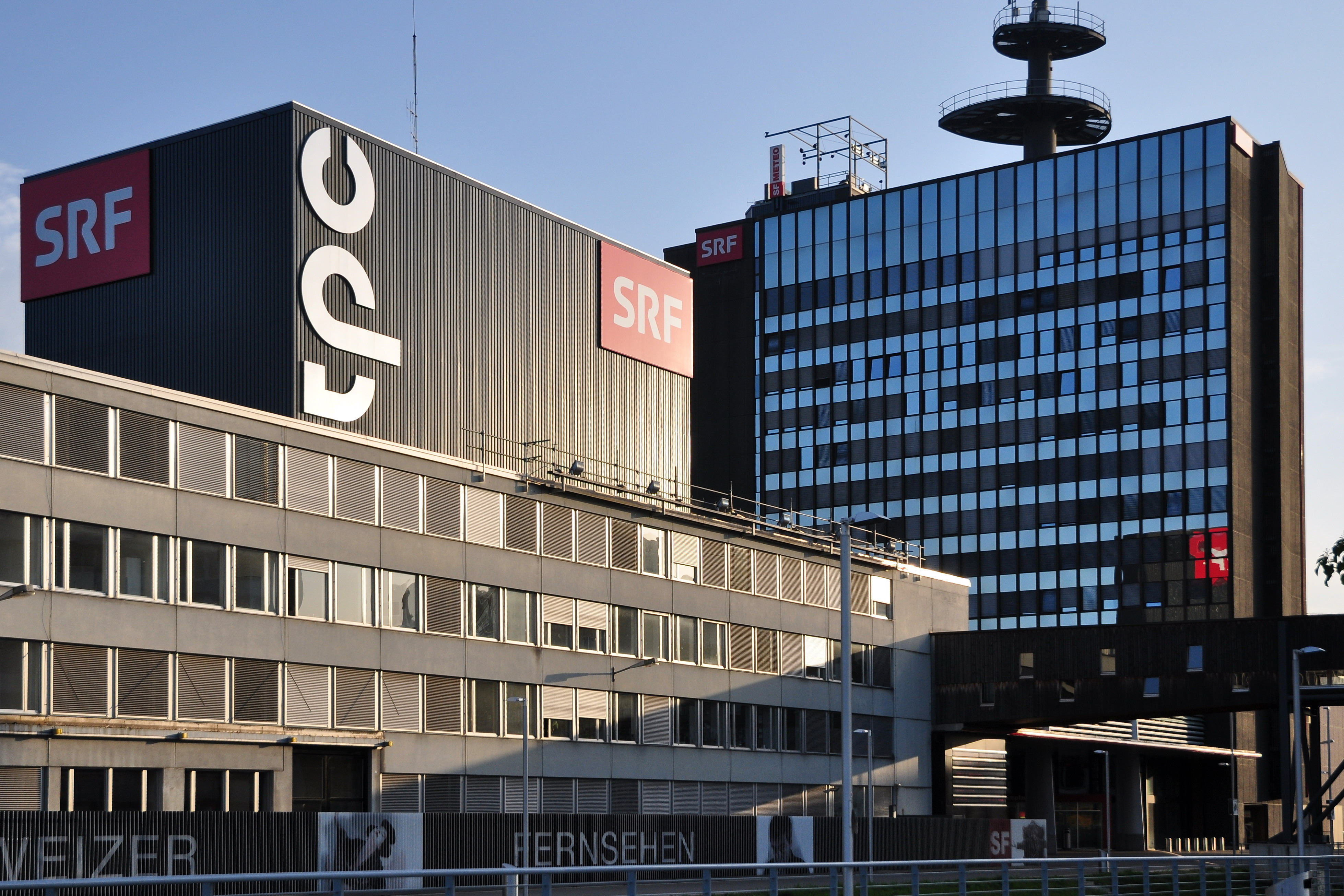
Edificio de SRF en Zúrich.

Schweizer Radio und Fernsehen (SRF) es la compañía de radiodifusión pública de Suiza encargada del servicio en idioma alemán para la Suiza alemana.
Creada en 2011, mediante la fusión de Schweizer Fernsehen y Schweizer Radio DRS, gestiona seis radios y tres cadenas de televisión. La nueva unidad de negocio de SRG SSR, se convirtió en la casa más grande de medios de comunicación de la Suiza de habla alemana. 2150 empleados trabajan para SRF en los tres estudios principales en Basilea, Berna y Zúrich.
Es miembro de la cadena 3sat que emite junto a ZDF y ARD (medios públicos de Alemania) y Österreichischer Rundfunk (medio público de Austria).

## Historia
El proyecto de fusión de los medios suizos de habla alemana había surgido en 2009, como parte de un proyecto de fusión de las unidades de negocio de las distintas regiones lingüísticas, así como una cooperación más estrecha entre la radio, la televisión y los sitios en línea.
Rudolf Matter fue designado director de la nueva compañía. Era exeditor en jefe de Schweizer Radio DRS, empresa radiofónica en alemán y romanche.
El cambio de imagen más reciente data de diciembre de 2012.

## Señales

### Radio
- Radio SRF 1: Programación generalista.
- Radio SRF 2 Kultur: Emisora cultural. Entró al aire en 1956.
- Radio SRF 3: Dirigida al público juvenil.
- Radio SRF 4 News: Radio informativa. Entró al aire el 5 de noviembre de 2007.
- Radio SRF Virus: Radio juvenil, con mayor oferta musical. Entró al aire el 20 de noviembre de 1999.
- Radio SRF Musikwelle: Especializada en música popular. Entró al aire el 1 de octubre de 1996.

Las principales radios tienen su sede en Basilea excepto Virus y Musikwelle, establecidas en Zúrich.

### Televisión
- SRF 1: Canal generalista. Empezó a emitir el 20 de julio de 1953.
- SRF zwei: Ofrece una programación alternativa al primer canal. Se inauguró el 1 de septiembre de 1997.
- SRF info: Canal de información continua. Creado en 2001.

Todos los canales de televisión se producen desde Zúrich.